# Угор (Афанасьєвський район)
Уго́р (рос. Угор) — присілок у складі Афанасьєвського району Кіровської області, Росія. Входить до складу Гордінського сільського поселення.
Населення становить 64 особи (2010, 79 у 2002).
Національний склад станом на 2002 рік — росіяни 100 %.